# 崔国权
崔国权（1929年—2010年7月9日），男，陕西米脂人，中华人民共和国政治人物。

## 生平
曾任甘肃省政协副主席、党组副书记。